# Ivan Olbracht

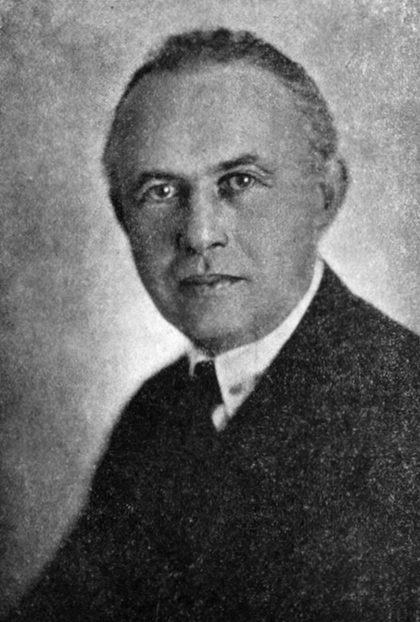
Ivan Olbracht, 1929

Ivan Olbracht (geboren als Kamil Zeman 6. Januar 1882 in Semily, Österreich-Ungarn; gestorben 20. Dezember 1952 in Prag) war ein tschechischer Schriftsteller, Publizist, Journalist und Übersetzer deutscher Prosa.

## Leben
Kamil Zeman war Sohn von Antonín und Kamile Zeman. Auch sein Vater war Schriftsteller und erlangte unter dem Pseudonym Antal Stašek Bekanntheit. Kamil ging nach Abschluss des Gymnasiums in Dvůr Králové nad Labem im Jahr 1900 auf Wunsch des Vaters nach Berlin, wo er Rechtswissenschaft zu studieren begann. Nach einem Jahr wechselte er nach Prag und stieg dort nach einem weiteren Jahr auf die Fächer Geschichte und Geographie um, allerdings brachte er auch diese Studien nicht zum Abschluss. Er begann sich in sozialdemokratischen Bewegungen zu engagieren und wurde im Jahr 1909 Redakteur der (tschechischsprachigen) sozialdemokratischen Arbeiterzeitung Dělnické listy in Wien, wo er seine Ehefrau, die Schriftstellerin Helena Malířová, kennenlernte. Er wurde für den Kriegsdienst untauglich befunden und kehrte 1916 als Redakteur für das Blatt Právo lidu nach Prag zurück. 1920 reiste er nach Russland, um an einem Kongress der Dritten Internationale teilzunehmen. Im Jahre 1921 trat Olbracht als Gründungsmitglied in die Kommunistische Partei der Tschechoslowakei ein. Er arbeitete als Journalist in der Zeitung Rudé právo und wurde zweimal auf Grund seiner politischen Arbeit verhaftet. 1926 war er in Ostrava und 1928 im Prager Gefängnis Pankrác inhaftiert. 1929 unterzeichnete er als Initiator mit seiner Frau und anderen Schriftstellern das Manifest der Sieben, um gegen die Einflussnahme der Partei auf die Kunst zu protestieren, und trat aus der Partei aus. Er übersiedelte in die an der östlichen Peripherie der Tschechoslowakei gelegene Karpatenukraine. Olbrachts Werk wurde 1933 im Deutschen Reich verbrannt.
1936 heiratete Olbracht Jaroslava Kellerová. Nach der Kriegszeit, die er in Stříbřec verbrachte, arbeitete er in der Presseabteilung des Informationsministeriums, er wurde wieder Parteimitglied (und Mitglied des Zentralkomitees der Partei) und übernahm einen leitenden Posten beim Rundfunk, später wurde er Abgeordneter der Nationalversammlung.
Olbracht verfasste neben seinen Geschichten über die Menschen in der Karpatenukraine auch Reportagen über Reisen in die Sowjetunion. Seine satirische Kurzprosa spiegelt den Niedergang der k.u.k. Monarchie und die gesellschaftlichen Verhältnisse in der Tschechoslowakischen Republik. Außerdem übersetzte er Romane von B. Traven, Jakob Wassermann, Arnold Zweig, Lion Feuchtwanger und Thomas Mann.

## Werke
- Anna, das Mädchen vom Lande (orig. Anna proletářka). Mit einem Vorwort von Franz Carl Weiskopf. Aus dem Tschechischen von Otto Katz. Universum-Bücherei für Alle, Berlin 1929. (Verfilmt von Karel Kachyňa unter dem Titel Hanele, Tschechische Republik 1999)
- Es war einmal...
- Der Schauspieler Jesenius
- Von der Liebe zur Monarchie
- Der Räuber Nikola Schuhaj (orig. Nikola Šuhaj loupežník)
- Von den traurigen Augen der Hana Karadzicová (Dramen, übersetzt von August Scholtis), Hamburg: Rowohlt 1990
- Die traurigen Augen (Novellen), Stuttgart: DVA 2001